# Левиев, Борис
Бори́с Лео́нов Леви́ев (24 февраля 1902, София, Болгария — 15 января 1968, там же) — болгарский скрипач, дирижёр и композитор.

## Биография
Родился 24 февраля 1902 года в Софии в сефардской семье, младший сын банкира Леона Леви и Леи Елиезер. Музыкой интересовался с раннего детства: чтобы купить себе скрипку, работал продавцом газет. Обучался игре на скрипке у Вальтера до 1925 года, изучал гармонию у Альтерманна. Выступал в джазовых концертах и в оперетте. С 1926 по 1927 год учился в Берлинской высшей школе музыки и подрабатывал в оркестре в кино, однако из-за недостатка средств был вынужден прервать обучение. Служил в берлинском театре «Скала» дирижёром-ассистентом, одновременно изучал композицию и дирижирование у Гильберта, оркестровку у Гофмана и камерную музыку у Крюгера. Посещал лекции Шмидта по режиссуре в мастерской Макса Рейнхарда. В Болгарию возвратился в 1930 году. С 1932 года работал в джазовом оркестре скрипачом и дирижёром. Регулярно дирижировал в театре П. К. Стойчева, театре оперетты Ангела Сладкарова, «Одеоне», Художественном театре оперетты и Национальной оперетте. С 1948 по 1958 год был главным дирижёром Национального музыкального театра имени Стефана Македонского.
Левиев был продуктивным композитором. Написал одиннадцать оперетт, музыку для кинофильмов, популярные песни.
Принимал участие в постановке более 200 оперетт. В качестве режиссёра поставил оперетты «Роза Стамбула» Лео Фалля, «Голландочка» и «Королева чардаша» Имре Кальмана и другие.
Левиев был инициатором создания вокального ансамбля «Български комедиен хармонист» с участием Аспаруха Лешникова, Бориса Христова и Отто Либиха. Ансамбль прекратил существование в связи с началом мобилизации во время Второй мировой войны.
В 1950 году Левиев удостоен почетного звания «Заслуженный артист».
Борис Левиев умер в 1968 году. в Софии.
Музыкальный талант Левиева унаследовали его сын и внук — композитор Лилчо Борисов и рок-музыкант Кирилл Маричков.
Личный архив Левиева хранится в Центральном государственном архиве.